# Engelbert Brenter

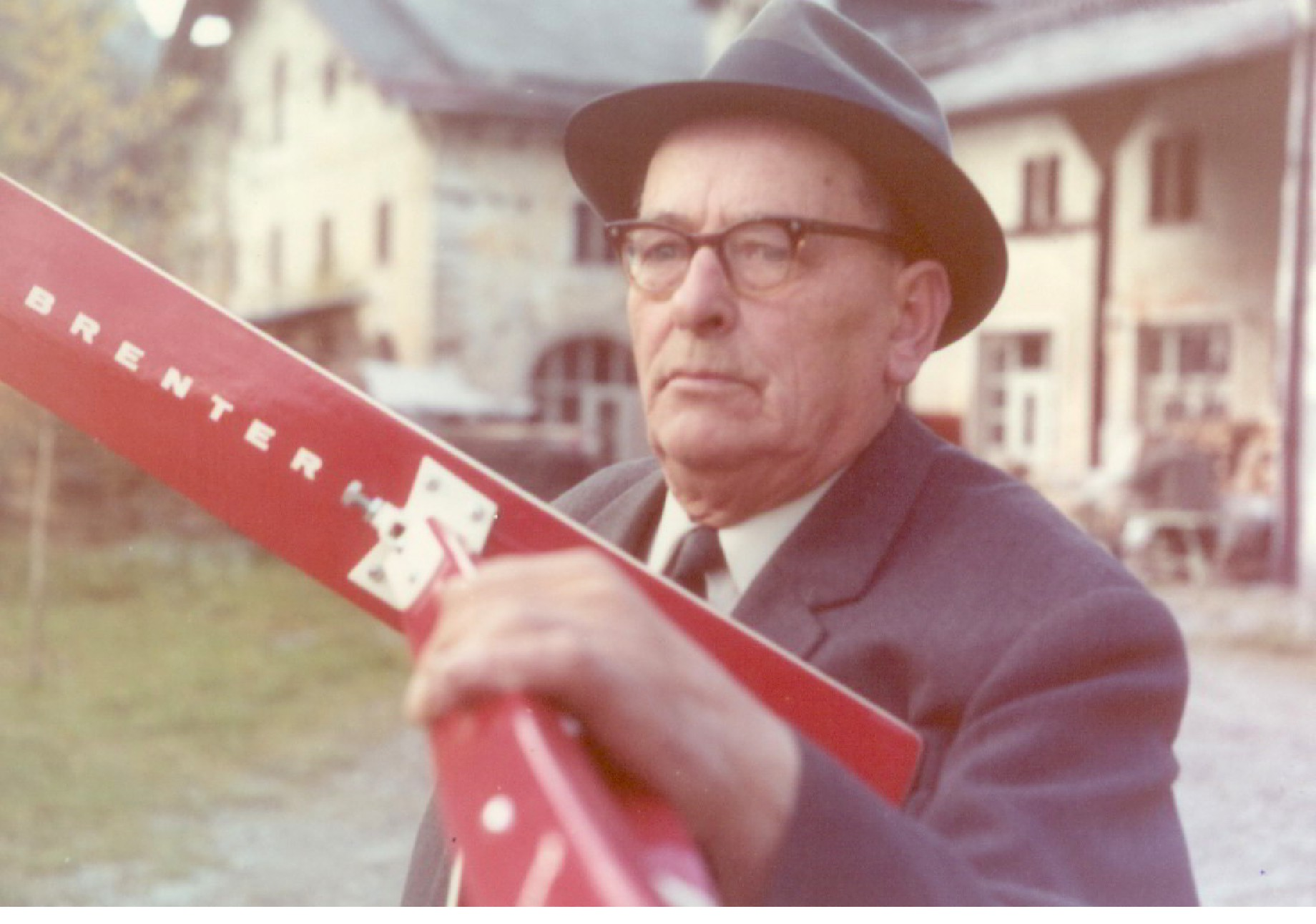
Engelbert Brenter

Engelbert Brenter (* 1897; † 1976 in Hallein) war ein österreichischer Erfinder und Unternehmer.

## Leben
Der gebürtige Kärntner aus Sankt Urban gründete 1923 als Wagnermeister in Hallein/Salzburg sein eigenes Unternehmen als Schlitten- und Skimanufaktur.

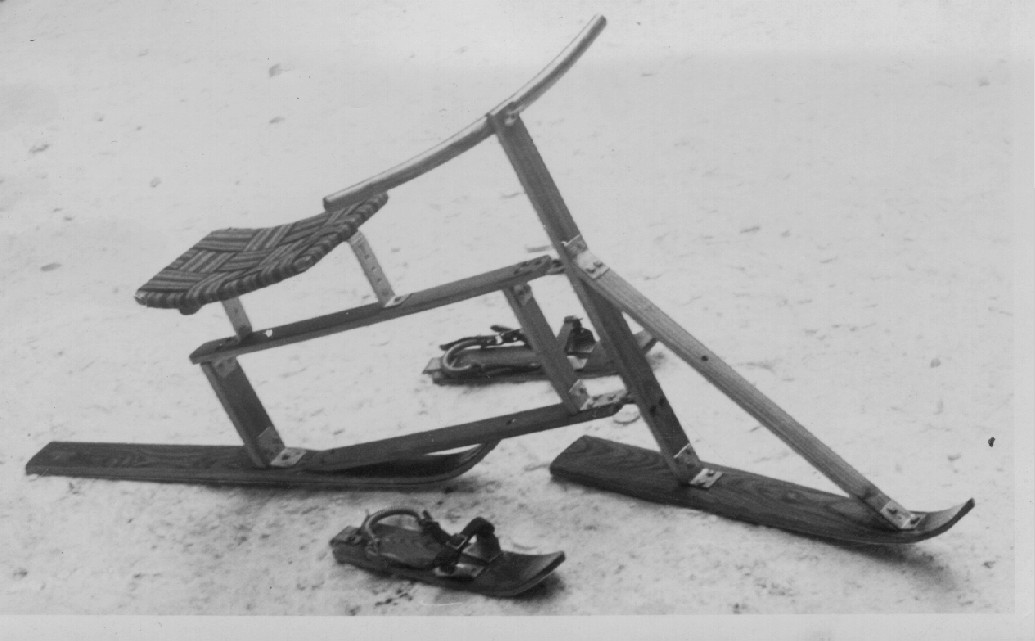
1949 – Brenter Sitzski, 10. März 1949, Pat Nr. 178275

Am 10. März 1949 meldete er seine Erfindung, den „Sitzski“, zum Musterschutz und in weiterer Folge als Patent an und setzte damit die Geburtsstunde des modernen Skibob-Sports. Ca. ein Jahr nach Engelbert Brenter meldete in Deutschland Reiß-Schmidt ein ähnliches Produkt an. 1952 folgten dann Georg Gfäller und viele andere mit eigenen Patenten. Wirklich erfolgreich über die Jahre blieb aber nur Brenters Erfindung. Sein Unternehmen besteht heute bereits in dritter Generation und ist weltweit mit dem Nachfolgeprodukt seiner Erfindung erfolgreich am Markt tätig.
Sein Sohn Erich Brenter (1941–2024) führte von 1967 bis 2003 den väterlichen Betrieb weiter.